# 霜山龍志
霜山 龍志（しもやま りゅうし）は、日本の医師、医学者、文筆家。北海道旭川市出身（札幌市生まれ）。

## 人物・来歴
- 医学博士
- 日本内科学会総合内科専門医 (FJSIM)
- 米国内科学会フェロー (FACP)
- 日本医事法学会会員 (MJSJM)
- 座右の銘は「知性とは偏見から解放されている状態である」
- 父は釧路赤十字病院名誉院長の霜山一雄

1971年に旭川東高等学校を卒業後、1977年に北海道大学医学部を卒業。同年4月、北海道大学医学部研究生（第二内科）となり、10月より国家公務員共済斗南病院の内科医員となる。
1982年10月にアメリカ合衆国テンプル大学病院の客員研究員となる。1983年8月、Sol Shelly 賞を受賞。
1984年11月に札幌南一条病院の消化器科医長となる。1988年9月に北海道赤十字血液センターキャリアクリニック医師となる。
1997年4月から札幌医科大学にて非常勤講師 (第一内科) を務める。同年12月、日本赤十字社金色有功章、北海道公衆衛生協会賞を受賞。
2007年7月、札幌セカンドオピニオンクリニック院長となる。
2011年7月、札幌大通公園ロータリークラブ会長となる。2012年1月、平和リハビリテーション病院副院長となる。

## 受賞歴
- 1973年 Lane 奨学金 北海道大学（英語の才能）
- 1983年 Sol Shelly 賞 Temple University （インスリン受容体抗体の生物学的作用の解明）
- 1997年
  - 北海道公衆衛生協会賞（キャリアクリニックの業績）
  - 日本赤十字社金色有功章（著書印税の寄付）

## 著書
単著
- 『キャリアとは何か』丸善出版センター、1997年10月。ISBN 4-89597-173-2
- 『新版 今日の輸血』 北海道大学出版会、2006年11月。ISBN 978-4832972421
- 『新薬―その光と影』 北海道出版企画センター、1998年7月。ISBN 978-4832898059
- 『専門医が語るからだのしくみと検査値の読み方』オーム社、1999年4月。ISBN 978-4274023927
- "Blood Services and Transfusion Practice in Japan" 1999年10月。
- 『肝臓病ノート』2001年10月。
- 『しもちゃんの世間めがね』丸善出版、2007年3月。ISBN 978-4-944120-45-1
- 『人生は学ぶことのみ多かりき』丸善出版、2007年6月。ISBN 978-4-944120-50-5
- 『素人の見た民事訴訟』丸善出版、2008年12月。ISBN 978-4-944120-53-6
- 『献血事業の思い出』私家版、2009年12月。
- 『論談 壇論』私家版、2010年4月。
- 『セカンドオピニオン・クリニックー理論と実践ー』丸善出版、2010年10月。ISBN 978-4-944120-57-4
- 『安全と安心の社会科学』丸善出版、2011年3月。ISBN 978-4-944120-58-1
- 霜山龍志 『東日本大震災と福島原発事故』丸善出版、2011年5月。ISBN 978-4-944120-59-8
- 霜山龍志 『最新版 輸血と献血のすべて』丸善出版、2012年1月。ISBN 978-4-944120-61-1

共著
- 吉原なみ子ほか 『専門医が語るエイズの知識』 オーム社、2000年3月。ISBN 978-4274024313
- 関口定美ほか 『専門医が語る輸血の知識』 オーム社、1998年11月。ISBN 978-4274023811
- 関口定美 『今日の輸血』 北海道大学図書刊行会、1997年12月。ISBN 978-4832972414
- 関口定美ほか 『輸血ハンドブック』医学書院、2000年3月。ISBN 978-4-260-24376-6
- 浅井隆善ほか 『輸血学 理論と展望』北海道大学図書刊行会、2000年6月。ISBN 978-4832998810
- 霜山龍志ほか 『輸血ハンドブック 第2版』医学書院、2002年8月。ISBN 978-4260244091
- 折笠道昭ほか 『免疫検査学 第3版』医学書院、2002年3月。ISBN 978-4-260-27451-7
- 長田広司ほか 『安全で有効な輸血療法』メヂカルフレンド社、2001年3月。ISBN 978-4839210526

訳書
- Marcela Contreras編、『輸血のABC』 医学書院、2001年8月。ISBN 978-4260244015
- AABB編、『輸血療法 医師のためのハンドブック』日本赤十字社、1998年10月

講演
- 「B型肝炎ウイルスについて」札幌医師会 1982年
- 「C型肝炎抗体検査について」勤医協中央病院 1989年
- 「C型肝炎について」札幌市立病院 1989年
- 「C型肝炎検査について」恵佑会札幌病院 1990年
- 「輸血のインフォームドコンセントについて」福島県輸血懇談会 1991年
- 「輸血後感染症の動向」東京大学医科学研究所学友会セミナー 2002年
- 「輸血療法」帯広厚生病院 2003年
- 「輸血検査について」網走厚生病院 2004年
- 「輸血の現状と問題点」弘前大学病院 1992年
- 「輸血の現状と将来」日本麻酔学会総会教育講演 1999年
- 「献血について」恵庭ロータリークラブ例会 2000年
- 「献血の意義」ライオンズクラブ研修会 2001年
- 「献血者問診について」赤十字血液センター 2002年
- 「生活習慣病について」献血フォーラム 2006年
- 「医療の現状と問題」札幌ワイズメンズクラブ合同研修会 2008年
- 「血液型について」ソロプチミスト札幌研修会 2012年
- 「安全と安心の科学」ロータリークラブ札幌合同研修会 2012年
- 「血液の話」ワイズメンズクラブ札幌例会 2012年
- 「健康寿命を延ばすために」札幌市西区健康教室 2012年
- 「医療安全について」平和R病院講習会 2012年